# Liste der Kulturdenkmale in Reisdorf (Luxemburg)
In der Liste der Kulturdenkmale in Reidsdorf sind alle Kulturdenkmale der luxemburgischen Gemeinde Reisdorf aufgeführt (Stand: 28. September 2022).

## Kulturdenkmale nach Ortsteil

### Bigelbach
| Bild           | Bezeichnung       | Lage    | Beschreibung | Stufe | Eingetragen seit  |
| -------------- | ----------------- | ------- | ------------ | ----- | ----------------- |
| Weitere Bilder | Kirche St-Lambert | (Karte) |              | PCN   | 10. Dezember 2021 |

### Hoesdorf
| Bild           | Bezeichnung       | Lage    | Beschreibung | Stufe | Eingetragen seit |
| -------------- | ----------------- | ------- | ------------ | ----- | ---------------- |
| Weitere Bilder | Kirche St-Nicolas | (Karte) |              | PCN   | 21. Juni 2017    |

### Reisdorf
| Bild           | Bezeichnung                  | Lage                           | Beschreibung | Stufe | Eingetragen seit   |
| -------------- | ---------------------------- | ------------------------------ | ------------ | ----- | ------------------ |
| Weitere Bilder | Kapelle St-Antoine mit Platz | rue de la Sûre (Karte)         |              | IS    | 2. Dezember 1961   |
| Wohnhaus       | Wohnhaus                     | 5, route de Larochette (Karte) |              | IS    | 10. September 2015 |

Legende: PCN – Immeubles et objets bénéficiant des effets de classement comme patrimoine culturel national; IS – Immeubles et objets inscrits à l’inventaire supplémentaire

## Quelle
- Liste des immeubles et objets beneficiant d’une protection nationales, Nationales Institut für das gebaute Erbe, Fassung vom 12. September 2022, S. 107 (PDF)

- Karte mit allen Koordinaten:
- OSM |
- WikiMap